# درست مثل بهشت (فیلم)
درست مثل بهشت یا درست همچون بهشت (به انگلیسی: Just Like Heaven) فیلمی محصول سال ۲۰۰۵ به کارگردانی مارک واترز است. در این فیلم ریس ویترسپون، مارک روفالو، دونال لوگ، جون هدر، دینا اسپیبی، ایوانا ملیسویک، بن شنکمن، روزالیند چائو، کارولین آرون و رون کانادا بازی کردند.

## خلاصه داستان
الیزابت مسترسون (ریس ویترسپون) یک پزشک است او می‌خواهد به خانه خواهرش برود اما در بین راه تصادف می‌کند و به کما می‌رود خانه او به مهندسی به نام دیوید ابوت (مارک روفالو) اجاره داده می‌شود. دیوید همسرش را از دست داده او بعد از مستقر شدن در خانه متوجه زنی می‌شود که می‌آید و می‌گوید این خانه اوست اما دیوید تنها کسی است که روح الیزابت را می‌بیند او در ابتدا فکر می‌کند که او واقعاً یک آدم زنده است ولی بعد از مدتی متوجه می‌شود که او روح صاحب خانه است دیوید تمام تلاش خود را برای برقراری ارتباط با خانواده الیزابت و توضیح اینکه او را می‌بیند می‌کند ولی فایده‌ای ندارد. درست در لحظه‌ای که در بیمارستان می‌خواهند دستگاه‌های تنفس و حیات دهنده را از بدن الیزابت جدا کنند و به زندگی او خاتمه دهند دیوید سر می‌رسد و جان الیزابت را نجات می‌دهد ولی مشکل اینجاست که الیزابت از دیوید چیزی به یادش نمی‌آید تا اینکه دیوید او را به باغی زیبا می‌برد جایی که خودش آن را ساخته و قبلاً به روح الیزابت نشان داده بود و دیدن این باغ سبب می‌شود الیزابت دیوید را به یاد آورد.

## بازیگران
- ریس ویترسپون در نقش دکتر الیزابت مسترسون
- مارک روفالو در نقش دیوید ابوت
- ایوانا ملیسویک در نقش کاترینا
- جون هدر در نقش داریل
- دونال لوگ در نقش جک
- دینا واترز در نقش اَبی برودی
- روزالیند چائو در نقش دکتر فران لو
- بن شنکمن در نقش دکتر برت راشتون
- کارولین آرون در نقش گریس
- کریس دورسی در نقش زوئی برودی
- آلیسا شفر در نقش لیلی برودی